# يان جونز (لاعب بوكر)
يان جونز (بالإنجليزية: Ian Johns)‏ هو لاعب بوكر أمريكي، ولد في 25 نوفمبر 1984 في سياتل في الولايات المتحدة.